# Лайон-Боуз, Джон, 10-й граф Стратмор и Кингхорн
Джон Боуз, 10-й граф Стратмор и Кингхорн (англ. John Bowes, 10th Earl of Strathmore and Kinghorne; 14 апреля 1769 — 3 июля 1820) — шотландский дворянин и пэр. Он жил в основном в своих поместьях в графстве Дарем.

## Биография
Родился 14 апреля 1769 года. Старший сын Джона Боузf, 9-го графа Стратмора и Кингхорна (1737—1776), и Мэри Боуз, графини Стратмор и Кингхорн (1749—1800). Он получил образование в Пембрук-колледже Кембрижского университета.
7 марта 1776 года после смерти своего отца, погибшего от туберкулеза в море, Джон Боуз унаследовал титулы 10-го графа Стратмора и Кингхорна (Пэрство Шотландии), 10-го лорда Лайона и Глэмиса (Пэрство Шотландии) и 17-го лорда Глэмиса (Пэрство Шотландии).
Он получил чины корнета в Королевской конной гвардии в 1786 году и капитана 65-го пехотного полка в 1789 году.
Шотландский пэр-представитель в Палате лордов Великобритании в 1796—1806, 1807—1812 годах.
18 июля 1815 года для него был создан титул 1-го барона Боуза из замка Стрэтлам в графстве Дарем и из Лундейла в графстве Йоркшир (Пэрство Соединённого королевства), что дало ему автоматическое место в Палате лордов Великобритании.

## Семья и наследие
У него был долгий роман с простолюдинкой Мэри Милнер (? — 5 мая 1860), прекрасной дочерью садовника; по некоторым версиям (в частности, предложенным Августом Гером), он прошёл через ложную церемонию бракосочетания с ней. У них был один сын:
- Джон Боуз (19 июня 1811 — 9 октября 1885)[2], который был известен как лорд Глэмис с 1811 по 1820 год, закончил Итонский колледж.

Он женился на Мэри Милнер 2 июля 1820 года, всего за день до своей смерти. Он попытался узаконить своего сына этим браком, и в своем завещании назвал сына своим наследником. Согласно его завещанию (от 3 июля 1817 года), все его недвижимое имущество было оставлено Мэри и пяти другим доверительным управляющим от имени его сына. Попечители также были обязаны выплачивать Мэри 1000 фунтов стерлингов в год пожизненно.
Но этот предсмертный брак не помешал унаследовать его основной титул его младшему брату Томасу Лайону-Боузу, 11-му графу Стратмора и Кингхорна (1773—1846). Шотландские суды согласились, что, женившись на Мэри, Джон был узаконен по шотландскому праву, но поскольку обе стороны (особенно отец) имели постоянное место жительства в Англии, английское право будет преобладать. А шотландское право требовало шотландского постоянного места жительства родителей для узаконивания сына. Именно по вопросу постоянного места жительства легитимация Джона потерпела неудачу.
Последовал ожесточенный судебный процесс по условиям завещания графа, и через пять лет было решено, что сын графа Джон унаследует его английские поместья, включая Гибсайд, замок Стрэтлам и Сент-Полс-Уолден-Бери, в то время как его брат унаследует шотландские поместья. Его второстепенный титул барона Боуза угас.
Мэри, вдовствующая графиня Стратмор, вышла замуж в 1831 году за наставника своего сына Уильяма Хатта (1801—1882) и умерла в 1860 году. Её сын Джон Боуз был женат дважды, но не имел детей. Сегодня он наиболее известен как основатель Музея Боуз. После его смерти все его богатство и имущество были унаследованы семьей его дяди, воссоединив шотландские и английские поместья семьи Боуз-Лайон.